# Eressa plumalis
Eressa plumalis là một loài bướm đêm thuộc phân họ Arctiinae, họ Erebidae.